# Восток штата Мараньян (мезорегион)

Восток штата Мараньян на карте.

Восток штата Мараньян (порт. Mesorregião do Leste Maranhense) — административно-статистический мезорегион в Бразилии. Входит в штат Мараньян. Население составляет 1 336 005 человек на 2010 год. Занимает площадь 70 693,135 км². Плотность населения — 18,90 чел./км².

## Демография
Согласно сведениям, собранным в ходе переписи 2010 г. Национальным институтом географии и статистики (IBGE), население мезорегиона составляет:
| Полное население                            | Полное население                            | Полное население                            | Полное население                            | 1 336 005 |
| ------------------------------------------- | ------------------------------------------- | ------------------------------------------- | ------------------------------------------- | --------- |
| в том числе:                                | Городское население                         | 840 374                                     | Процент городского населения, %             | 62,90     |
|                                             | Сельское население                          | 495 631                                     | Процент сельского населения, %              | 37,10     |
|                                             | Мужское население                           | 664 410                                     | Процент мужского населения, %               | 49,73     |
|                                             | Женское население                           | 671 595                                     | Процент женского населения, %               | 50,27     |
| Плотность населения, чел/км²                | Плотность населения, чел/км²                | Плотность населения, чел/км²                | Плотность населения, чел/км²                | 18,90     |
| Население мезорегиона в % к населению штата | Население мезорегиона в % к населению штата | Население мезорегиона в % к населению штата | Население мезорегиона в % к населению штата | 20,32     |

## Статистика
- Валовой внутренний продукт на 2003 год составляет 1 760 615 878,00 реалов (данные: Бразильский институт географии и статистики).
- Валовой внутренний продукт на душу населения на 2003 год составляет 1450,70 реалов (данные: Бразильский институт географии и статистики).
- Индекс развития человеческого потенциала на 2000 год составляет 0,577 (данные: Программа развития ООН).

## Состав мезорегиона
В мезорегион входят следующие микрорегионы:
1. Шападас-ду-Алту-Итапекуру
2. Кашиас
3. Шападинья
4. Кодо
5. Куэлью-Нету
6. Байшу-Парнаиба-Мараньенси